# 小萼飞蛾藤
小萼飞蛾藤（学名：Porana mairei）为旋花科飞蛾藤属的植物。分布于中国大陆的云南等地，生长于海拔2,500米至3,500米的地区，一般生于疏林及箐沟边，目前尚未由人工引种栽培。

## 别名
红薯细辛（云南大姚）